# Timm Klose
Timm Klose est un footballeur germano-suisse, né le 9 mai 1988 à Francfort-sur-le-Main en Allemagne. Il évolue comme défenseur à Norwich City.

## Biographie

### En club

#### Débuts professionnels en Suisse (2007-2011)
Formé au BSC Old Boys, Klose intègre l'équipe réserve des moins de 21 ans du FC Bâle en 2007. Après deux saisons, il s'engage avec l'équipe professionnelle du FC Thoune qui évolue en Challenge League.
Pour sa première saison avec le FC Thoune, il dispute vingt-neuf matchs et participe activement à la montée du club en fin d'exercice. Lors de la saison 2010-2011, il s'impose définitivement au sein de la charnière centrale en inscrivant trois buts en trente matchs d'Axpo Super League sous la direction de Murat Yakin.

#### Transfert vers l'Allemagne (2011-2016)
Le 27 mai 2011, Timm Klose est transféré au sein du club allemand du 1. FC Nuremberg qui évolue en Bundesliga et y signe un contrat de trois ans. Lors de la première journée de championnat se déroulant face au néo-promu du Hertha Berlin, Klose est aligné d'entrée en défense centrale au côté de Philipp Wollscheid. Il commence la saison en tant que titulaire en défense centrale. Le 28 juin 2013, Klose rejoint le VfL Wolfsburg ou il retrouve ses coéquipiers de la sélection Diego Benaglio et Ricardo Rodríguez. En deux saisons et demie, Timm Klose n'arrive pas à s'imposer durablement en défense centrale mais durant la saison 2014-15, il gagne la Coupe d'Allemagne puis la Supercoupe.

#### Vers un nouveau défi en Angleterre (2016-2021) et prêt au FC Bâle (2020-2021)
Le 18 janvier 2016, il rejoint Norwich City en Premier League. Le 7 octobre 2021, il est prêté pour une saison au FC Bâle. Début septembre 2021, le club et lui rompent leur contrat.

#### FC Bristol City (2022-2023)
En janvier 2022, il signe au Bristol City FC pour une durée d'environ 5 mois avec une année en option,. Il quitte le club après un accord mutuel avec le club.

### En équipe nationale

#### Avec les espoirs suisses
Timm Klose est sélectionné dans le contingent des espoirs suisses par Pierluigi Tami. Il sera sélectionné pour l'Euro des espoirs suisses se déroulant au Danemark. Klose contribue au grand succès de la sélection des espoirs suisses. En effet, lui et ses coéquipiers atteignent la finale du Championnat d'Europe de football espoirs 2011 face à l'équipe d'Espagne espoir sans avoir encaissé de buts. Ainsi, ils se qualifient également pour les Jeux olympiques de Londres.
Klose fait partie de l'équipe type du Championnat d'Europe de football espoirs 2011.

#### Avec l'équipe nationale A
Le 4 août 2011, Klose est appelé par le sélectionneur national Ottmar Hitzfeld afin de disputer un match amical se déroulant face au Liechtenstein. Cette convocation représente donc sa première en équipe nationale de suisse A. Il fait partie des quatre néophytes appelés par Hitzfeld pour cette rencontre amicale avec Fabian Lustenberger, Gaetano Berardi et Beg Ferati.
Le joueur commence le match sur le banc mais rentre à la 57e afin de remplacer Philippe Senderos, décevant lors de cette rencontre. Klose bénéficie de la double nationalité suisse et allemande. Lorsque l'on questionne le joueur sur cette possibilité de représenter l'Allemagne au détriment de la Suisse, il rétorque « ce n’est même pas une question. Je n’ai pas assez d’attaches avec l’Allemagne. Ma vie est simplement plus proche de la Suisse ».
Fin août 2011, Ottmar Hitzfeld appelle à nouveau le joueur afin de disputer le match de qualification à l'Euro 2012 face à la Bulgarie.

## Palmarès

### En club
| FC Thoune - Challenge League (1) : - Vainqueur : 2009-10. |  | VfL Wolfsburg - Coupe d'Allemagne (1) : - Vainqueur : 2015. - Supercoupe d'Allemagne (1) : - Vainqueur : 2015. | Norwich City - Championnat d'Angleterre de D2 (1) : - Vainqueur: 2019. |

### Titres remportés en sélection nationale
- Suisse Espoirs
  - Euro espoirs
    - Finaliste : 2011

### Distinctions personnelles
2011
- Membre de l'équipe type du Championnat d'Europe de football espoirs 2011[12].